# باتريك واتسون
باتريك واتسون (بالإنجليزية: Patrick Watson (musician)) (و. 1979 – م) هو مغن مؤلف، وعازف بيانو، ومغن، وكاتب غنائي من كندا . ولد في مونتريال .

## روابط خارجية
- باتريك واتسون على موقع IMDb (الإنجليزية)
- باتريك واتسون على موقع ميوزك برينز (الإنجليزية)
- باتريك واتسون على موقع أول ميوزيك (الإنجليزية)
- باتريك واتسون على موقع ديسكوغز (الإنجليزية)
- باتريك واتسون على موقع قاعدة بيانات الفيلم (الإنجليزية)